# 雷施巴赫河
48°49′09″N 13°31′04″E / 48.819245°N 13.517774°E
雷施巴赫河（德語：Reschbach），是德國的河流，位於該國東南部，由巴伐利亞負責管轄，在弗賴翁以西與紹斯巴赫河匯流成為沃爾夫施泰因奧厄河，河道全長22.9公里，流域面積72平方公里。